# Witchcraft (Chris Connor)
| Recensione | Giudizio |
| ---------- | -------- |
| AllMusic   |          |

Witchcraft è un Album in studio della cantante jazz statunitense Chris Connor, pubblicato nel dicembre del 1959.

## Tracce

### LP (1959, Atlantic Records, 8032/SD 8032)
Lato A (11623)
1. Witchcraft – 3:07 (testo: Carolyn Leigh – musica: Cy Coleman) – Registrato il 14 settembre 1959 a New York
2. I'll Never Be Free – 2:45 (Bennie Benjamin, George Weiss) – Registrato il 21 settembre 1959 a New York
3. The Lady Sings the Blues – 3:42 (testo: William Engvick – musica: Alec Wilder) – Registrato il 5 ottobre 1959 a New York
4. Come Rain or Come Shine – 2:47 (testo: Johnny Mercer – musica: Harold Arlen) – Registrato il 21 settembre 1959 a New York
5. When Sunny Gets Blue – 4:15 (testo: Jack Segal – musica: Marvin Fisher) – Registrato il 5 ottobre 1959 a New York
6. How Little We Know – 2:35 (testo: Carolyn Leigh – musica: Philip Springer) – Registrato il 21 settembre 1959 a New York

Durata totale: 19:11
Lato B (11624)
1. I Hear the Music Now – 2:18 (Jerry Seelen, Sammy Fain) – Registrato il 14 settembre 1959 a New York
2. Baltimore Oriole – 3:29 (testo: Paul Francis Webster – musica: Hoagy Carmichael) – Registrato il 5 ottobre 1959 a New York
3. Just in Time – 2:26 (testo: Betty Comden, Adolph Green – musica: Jule Styne) – Registrato il 21 settembre 1959 a New York
4. Like a Woman (Estratto dall'atto II, scena 5, del musical "The Most Happy Fella") – 2:41 (Frank Loesser) – Registrato il 14 settembre 1959 a New York
5. Skyscraper Blues – 4:13 (testo: Tom Adair – musica: Gordon Jenkins) – Registrato il 5 ottobre 1959 a New York
6. You Don't Know What Love Is – 3:45 (testo: Don Raye – musica: Gene de Paul) – Registrato il 14 settembre 1959 a New York

Durata totale: 18:52

## Musicisti
- Chris Connor – voce solista
- Richard Wess – direttore d'orchestra, arrangiamenti

### Orchestre
Witchcraft / I Hear the Music Now / Like a Woman / You Don't Know What Love Is
- Jimmy Nottingham – tromba
- Bernie Privin – tromba
- Bernie Glow – tromba
- Ernie Royal – tromba
- Frank Rehak – trombone
- Morton Bullman – trombone
- Chauncey Welsch – trombone
- Bob Alexander – trombone
- George Berg – sassofono
- Phil Bodner – sassofono
- Jerry Sanfino – sassofono
- Al Klink – sassofono
- Romeo Penque – sassofono
- Hank Jones – pianoforte
- Mundell Lowe – chitarra
- Milt Hinton – contrabbasso
- Don Lamond – batteria
- Sol Gubin – batteria
- Bobby Rosengarden – bongos

I'll Never Be Free / Come Rain or Come Shine / How Little We Know / Just in Time
- Joe Cabot – tromba
- Doc Severinsen – tromba
- Bernie Previn – tromba
- Bernie Glow – tromba
- Morton Bullman – trombone
- Chauncey Welsch – trombone
- Bob Alexander – trombone
- Bob Ascher – trombone
- George Berg – sassofono
- Hymie Shertzer – sassofono
- Romeo Penque – sassofono
- Jerry Sanfino – sassofono
- Phil Bodner – sassofono
- Hank Jones – pianoforte
- Mundell Lowe – chitarra
- Milt Hinton – contrabbasso
- Don Lamond – batteria

The Lady Sings the Blues / When Sunny Gets Blue / Baltimore Oriole / Skyscraper Blues
- George Berg – sassofono, flauto
- Phil Bodner – sassofono, flauto, corno inglese
- Fred Klein – corno francese
- Jim Buffington – corno francese
- Gene Orloff – violino
- Tony Bambino – violino
- Hinda Barnett – violino
- Felix Giglio – violino
- Harry Lookofsky – violino
- David Montagu – violino
- Max Cahn – violino
- Arnold Eidus – violino
- Harry Katzman – violino
- Leo Kruczek – violino
- Mac Ceppos – violino
- Joseph Malin – violino
- Isadore Zir – viola
- Henry Pakaln – viola
- Maurice Brown – violoncello
- Sidney Edwards – violoncello
- Sol Gubin – vibrafono, campane
- Hank Jones – pianoforte
- Mundell Lowe – chitarra
- Milt Hinton – contrabbasso
- Osie Johnson – batteria

### Produzione
- Nesuhi Ertegun e Ahmet Ertegun – produzione, supervisione
- Earle Brown, Frank Abbey e Johnny Cue – ingegneri delle registrazioni
- Marvin Israel – design copertina album originale
- Erich Locker – foto copertina album originale
- Rogers Whitaker – note retrocopertina album originale[4]